# لوكا فيري (لاعب كرة قدم)
لوكا فيري هو لاعب كرة قدم إيطالي في مركز الدفاع، ولد في 7 فبراير 1991.

## وصلات خارجية
- لوكا فيري (لاعب كرة قدم) على موقع قاعدة بيانات كرة القدم.إي يو (الإنجليزية)
- لوكا فيري (لاعب كرة قدم) على موقع Soccerway.com (الإنجليزية)
- لوكا فيري (لاعب كرة قدم) على موقع عالم كرة القدم.نت (الإنجليزية)